# Маттіа Стефанеллі
Маттіа Стефанеллі (італ. Mattia Stefanelli; 12 березня 1993, Сан-Марино) — санмаринський футболіст, нападник клубу «Фйорентіно».
Виступав, зокрема, за клуби «Веруккьо» та «Сан-Марино Кальчо», а також національну збірну Сан-Марино.

## Клубна кар'єра
Народився 12 березня 1993 року в місті Сан-Марино. Вихованець футбольної школи італійської «Чезени».
У дорослому футболі дебютував 2010 року виступами за команду нижчолігового італійського ж «Веруккьо», в якій провів один сезон, взявши участь у 28 матчах чемпіонату.  Більшість часу, проведеного у складі У складі, був основним гравцем атакувальної ланки команди. У складі У складі був одним з головних бомбардирів команди, маючи середню результативність на рівні 0,5 голу за гру першості.
Згодом з 2011 по 2014 рік грав у складі команд клубів «Чезена», «Сан-Марино Кальчо», «Кротоне» та «Ювенес-Догана» (на правах оренди).
2014 року повернувся до клубу «Сан-Марино Кальчо». Цього разу провів у складі його команди два сезони. 
До складу клубу «Новафельтрія» на правах оренди приєднався 2016 року. У 2017 році рік пробув у складі команди Ла Фіоріта після чого повернувся до італійського клубу «Новафельтрія».
У липні 2019 року підписав контракт з клубом «Пеннаросса» в складі якого відіграв чотири сезони.
Наразі захищає кольори інншої санмаринської команди «Фйорентіно».

## Виступи за збірні
2009 року дебютував у складі юнацької збірної Сан-Марино, взяв участь у 12 іграх на юнацькому рівні, відзначившись одним забитим голом.
Протягом 2012–2014 років залучався до складу молодіжної збірної Сан-Марино. На молодіжному рівні зіграв у 5 офіційних матчах.
2014 року дебютував в офіційних матчах у складі національної збірної Сан-Марино. Наразі провів у формі головної команди країни 19 матчів, забивши 1 гол.